# اوشن پرینسس (کشتی)
اوشن پرینسس (کشتی) (به انگلیسی: Ocean Princess (ship)) یک کشتی است که طول آن ۱۸۱٫۰۰ متر (۵۹۳ فوت ۱۰ اینچ) می‌باشد. این کشتی در سال ۱۹۹۹ ساخته شد.